# Cyclosini
Cyclosini è una tribù appartenente alla famiglia Araneidae dell'ordine Araneae della classe Arachnida.
Il nome deriva dal greco κύκλος, kyklos, cioè cerchio, giro; in aggiunta il suffisso -ini che designa l'appartenenza ad una tribù.

## Tassonomia
Al 2007, si compone di 10 generi:
- Acusilas SIMON, 1895
- Allocyclosa LEVI, 1999
- Araniella CHAMBERLIN & IVIE, 1942
- Cyclosa Menge 1866
- Deione THORELL, 1898
- Edricus O.P.-CAMBRIDGE 1890
- Eriophora SIMON, 1864
- Nemoscolus Simon, 1895
- Nemospiza Simon, 1903
- Verrucosa McCook, 1888